# Vasile Lucaciu Emlékház
A lacfalui Vasile Lucaciu Emlékház műemléknek nyilvánított múzeum Romániában, Máramaros megyében. A romániai műemlékek jegyzékében az MM-IV-m-A-04842 sorszámon szerepel.